# Oreocallis grandiflora
Oreocallis grandiflora är en tvåhjärtbladig växtart som först beskrevs av Jean-Baptiste de Lamarck, och fick sitt nu gällande namn av Robert Brown. Oreocallis grandiflora ingår i släktet Oreocallis och familjen Proteaceae. Inga underarter finns listade i Catalogue of Life.